# Alexandra Jóhannsdóttir
Alexandra Jóhannsdóttir (19 marzo 2000) è una calciatrice islandese, centrocampista della Kristianstads DFF e della nazionale islandese.

## Carriera

### Club
Jóhannsdóttir indossa la maglia della sezione di calcio femminile dell'Haukar di Hafnarfjörður dal 2012, iniziando la trafila delle giovanili e disputando i livelli inferiori del campionato islandese.
Dalla stagione 2015 viene aggregata alla prima squadra, debuttandovi da titolare il 10 maggio, appena sette settimane dopo il suo 15º compleanno, nell'incontro di Coppa d'Islanda vinto per 1-0 sul Víkingur. In quella stagione marca inoltre 2 presenze in 1. deild kvenna, secondo livello del campionato nazionale, debuttandovi il 13 giugno 2015, poco meno di un mese dopo, rilevando Hulda Sigurðardóttir al 61' nell'incontro vinto in trasferta 3-2 con il Keflavík. La stagione successiva la coppia di tecnici Kjartan Stefánsson e Jóhann Unnar Sigurðsson la ritengono già sufficientemente matura per impiegarla in 13 delle 14 partite della stagione regolare. Come seconda classificata dietro il Grindavík la squadra ha avuto l'accesso ai play-off promozione, raggiungendo la finale, e di conseguenza la promozione in Úrvalsdeild kvenna, riuscendo a imporsi su queste con il risultato di 5-1.
Nella stagione 2017 Stefánsson e Sigurðsson continuano a concederle fiducia, impiegandola in 16 incontri di campionato dove realizza 2 reti, debuttando da titolare in Úrvalsdeild il 27 aprile, nella pesante sconfitta casalinga per 5-1 con lo Stjarnan alla 1ª giornata. Nel prosieguo del campionato la sua squadra non riesce a far fronte alla maggiore caratura tecnica delle avversarie, stentando ad uscire dalla parte bassa della classifica, e mentre il Grindavík è riuscito a chiudere al 7º posto, ottenendo un'agevole salvezza, Alexandra Jóhannsdóttir e l'Haukar sono stati immediatamente retrocessi come ultimi in classifica.
Al termine della stagione, si è trasferita al Breiðablik di Kópavogur, secondo classificato, dove è stata anche titolare, ha vinto il suo primo titolo di campione d'Islanda 2018 e ha partecipato alle qualificazioni alla UEFA Women's Champions League 2019-2020. Nel minitorneo di qualificazione preliminare in Bosnia ed Erzegovina, la sua squadra ha vinto il suo gruppo con tre vittorie, 18 reti fatte, delle quali 2 sue, e solo 2 subite, qualificandosi per i sedicesimi di finale. Qui hanno eliminato lo Sparta Praga con due vittorie (3-2 e 1-0). Negli ottavi di finale, tuttavia, non hanno avuto alcuna possibilità contro il Paris Saint-Germain e sono state eliminate con due sconfitte per 0-4 e 1-3. Hanno concluso il campionato 2019, in cui hanno segnato 11 gol in 18 partite, come secondi classificati e quello 2020, concluso anzitempo per le restrizioni dovute al diffondersi della pandemia di COVID-19, aggiudicandosi nuovamente il titolo, segnando dieci gol in 15 partite.
Durante la pausa invernale della stagione 2020-2021, si trasferisce all'Eintracht Francoforte nella Bundesliga femminile tedesca. Viene ceduta in prestito al suo ex club Breiðablik da maggio a giugno 2022.
Nell'estate del 2022 lascia nuovamente l'Eintracht e si trasferisce in Italia per unirsi alla Fiorentina. Sotto la guida tecnica di Patrizia Panico viene impiegata sin dal primo incontro della squadra, rilevando Michela Catena nel suo debutto in Serie A all'81' della vittoria esterna per 3-1 della 1ª giornata sul Milan, andando a rete in seguito, alla 12ª giornata, con una doppietta nella vittoria per 4-0 in casa del Parma. Alla sua prima stagione con la maglia viola colleziona 24 presenze, con 5 reti, in campionato che si sommano alle 3 con un gol realizzato in Coppa Italia. L'arrivo di Sebastiàn De La Fuente dalla stagione successiva non influisce sulla fiducia nelle prestazioni della centrocampista islandese, tuttavia un infortunio rimediato ad un piede il primo giorno del ritiro estivo, che si è rivelato essere una frattura parcellare a livello dell'astragalo, ne abbia precluso la disponibilità sino a fine ottobre e ridotto il suo impiego a un turnover con altre compagne e partendo inoltre spesso dalla panchina. Grazie alla buona prestazione della sua squadra, che a fine campionato 2023-2024 conquista il terzo posto in classifica e l'accesso alla Champions League, Jóhannsdóttir, ritrova presenze nella competizione UEFA per club a quattro anni dall'esperienza con il Breiðablik, con De La Fuente che la impiega in tutti i quattro incontri delle qualificazioni dell'edizione 2024-2025 prima dell'eliminazione delle viola prima della fase a gironi. Tuttavia durante la stagione 2024-2025 trova poco spazio, partendo dalla panchina in 11 occasioni su 12 incontri di campionato.
Il 23 gennaio 2025 viene annunciato il suo trasferimento a titolo definitivo al Kristianstads DFF, per affrontare con il nuovo club la sua terza esperienza professionale all'estero, il campionato svedese, con il club della cittadina della provincia della Scania.

## Statistiche
Statistiche (parziali) aggiornate al 6 luglio 2025.

### Presenze e reti nei club
| Stagione                     | Squadra                      | Campionato                   | Campionato | Campionato | Coppe nazionali | Coppe nazionali | Coppe nazionali | Coppe continentali | Coppe continentali | Coppe continentali | Altre coppe | Altre coppe | Altre coppe | Totale | Totale |
| Stagione                     | Squadra                      | Comp                         | Pres       | Reti       | Comp            | Pres            | Reti            | Comp               | Pres               | Reti               | Comp        | Pres        | Reti        | Pres   | Reti   |
| ---------------------------- | ---------------------------- | ---------------------------- | ---------- | ---------- | --------------- | --------------- | --------------- | ------------------ | ------------------ | ------------------ | ----------- | ----------- | ----------- | ------ | ------ |
| 2018                         | Breiðablik                   | U                            | 18         | 5          | CI              | 4               | 3               | -                  | -                  | -                  | -           | -           | -           | 22     | 8      |
| 2019                         | Breiðablik                   | U                            | 18         | 11         | CI              | 1               | 0               |                    | -                  | -                  | SI          | 0           | 0           | 19     | 11     |
| 2020                         | Breiðablik                   | U                            | 15         | 10         | CI              | 2               | 0               | UWCL               | 7                  | 2                  |             | -           | -           | 24     | 12     |
| gen.-giu. 2021               | Eintracht Francoforte        | FB                           | 7          | 0          | CG              | 2               | 0               |                    | -                  | -                  |             | -           | -           | 9      | 0      |
| 2021-2022                    | Eintracht Francoforte        | FB                           | 17         | 0          | CG              | 2               | 1               |                    | -                  | -                  |             | -           | -           | 19     | 1      |
| Totale Eintracht Francoforte | Totale Eintracht Francoforte | Totale Eintracht Francoforte | 24         | 0          | -               | 4               | 1               | -                  | -                  | -                  | -           | -           | -           | 28     | 1      |
| 2022                         | Breiðablik                   | Bd                           | 7          | 3          | CI              | 2               | 0               |                    | -                  | -                  |             | -           | -           | 9      | 3      |
| Totale Breiðablik            | Totale Breiðablik            | Totale Breiðablik            | 58         | 29         | -               | 9               | 3               | -                  | 7                  | 2                  | -           | 0           | 0           | 74     | 34     |
| 2022-2023                    | Fiorentina                   | A                            | 24         | 5          | CI              | 3               | 1               |                    | -                  | -                  |             | -           | -           | 27     | 6      |
| 2023-2024                    | Fiorentina                   | A                            | 19         | 3          | CI              | 6               | 0               | -                  | -                  | -                  | -           | -           | -           | 25     | 3      |
| 2024- gen. 2025              | Fiorentina                   | A                            | 12         | 1          | CI              | 1               | 0               | UWCL               | 4                  | 0                  | -           | -           | -           | 17     | 1      |
| Totale Fiorentina            | Totale Fiorentina            | Totale Fiorentina            | 55         | 9          | -               | 10              | 1               | -                  | 4                  | 0                  | -           | -           | -           | 69     | 10     |
| 2025                         | Kristianstads DFF            | DS                           | 12         | 2          | CS              | 3               | 0               | -                  | -                  | -                  | -           | -           | -           | 15     | 2      |
| Totale carriera              | Totale carriera              | Totale carriera              | 149        | 40         | -               | 26              | 5               | -                  | 11                 | 2                  | -           | 0           | 0           | 186    | 47     |

## Palmarès
- Campionato islandese: 2

Breiðablik: 2018, 2020
- Campionato islandese femminile di seconda divisione: 1

Haukar: 2016
- Campionato islandese femminile di seconda divisione: 1

Haukar: 2016
- Coppa d'Islanda: 1

Breiðablik: 2018